# Krakovec (hrad)
Krakovec je zřícenina gotického hradu ve stejnojmenné vesnici v okrese Rakovník. Nachází se na široké skalní ostrožně nad soutokem Šípského a Krakovského potoka na hranici chráněné krajinné oblasti Křivoklátsko. Od roku 1965 je chráněna jako kulturní památka. Hrad je ve vlastnictví státu (správu zajišťuje Národní památkový ústav) a je přístupný veřejnosti.
Hrad na místě staršího panského sídla založil na začátku osmdesátých let čtrnáctého století Jíra z Roztok, který jej ale musel kvůli velkým dluhům prodat Jindřichu Leflovi z Lažan. Během husitských válek se držitelé hradu často střídali, až jej roku 1443 koupil Albrecht z Kolovrat. Jeho potomci se podle hradu nazývali Krakovskými z Kolovrat a sídlili na něm až do roku 1548, kdy Krakovec získali Lobkovicové. Za nich proběhla přestavba na renesanční zámek. V sedmnáctém století dávali majitelé přednost jiným sídlům, ale v osmnáctém století byl zchátralý hrad znovu upraven k obývání. Obyvatelný zůstal až do roku 1783, kdy vyhořel. Nějakou dobu poté byl ještě alespoň v nejnutnější míře udržován, ale během devatenáctého století rychle chátral a částečně byl rozebrán na stavební kámen.
Podoba hradu je vrcholnou ukázkou architektury královské dvorské stavební huti Václava IV. Obranná funkce hradu byla potlačena na nezbytné minimum, zatímco velká pozornost byla při stavbě věnována obytnému komfortu realizovaném trojicí velkých paláců. Na Krakovci tak byl završen vývoj hradní architektury a přeměny hradu na kvalitativně odlišné panské sídlo – zámek.

## Historie

### Založení hradu
Stavebníkem hradu byl Jíra z Roztok, který pozemky v okolí Krakovce získal jako vladyčí manství od krále Václava IV. na začátku osmdesátých let čtrnáctého století. Darovací listina se dochovala bez datace v opisu jiné listiny Albrechta z Kolovrat z roku 1450. Předmětem darování byl „hrad nebo tvrz Krakovec“ a příslušenství. Jíra panství dostal nejspíše roku 1381 a vzápětí zahájil stavbu hradu, který byl o dva nebo tři roky později dokončen. Podle v literatuře dochovaného nápisu byla hradní kaple vysvěcena 16. října 1384 litomyšlským biskupem Janem III., takže hrad v té době už musel být dokončen nebo krátce před dokončením. Nejasnost v letech dokončení vychází ze skutečnosti, že biskup byl v té době exkomunikován, a proto bývá vysvěcení posouváno do roku 1383. Rozpor vysvětlován jako chyba při čtení letopočtu.

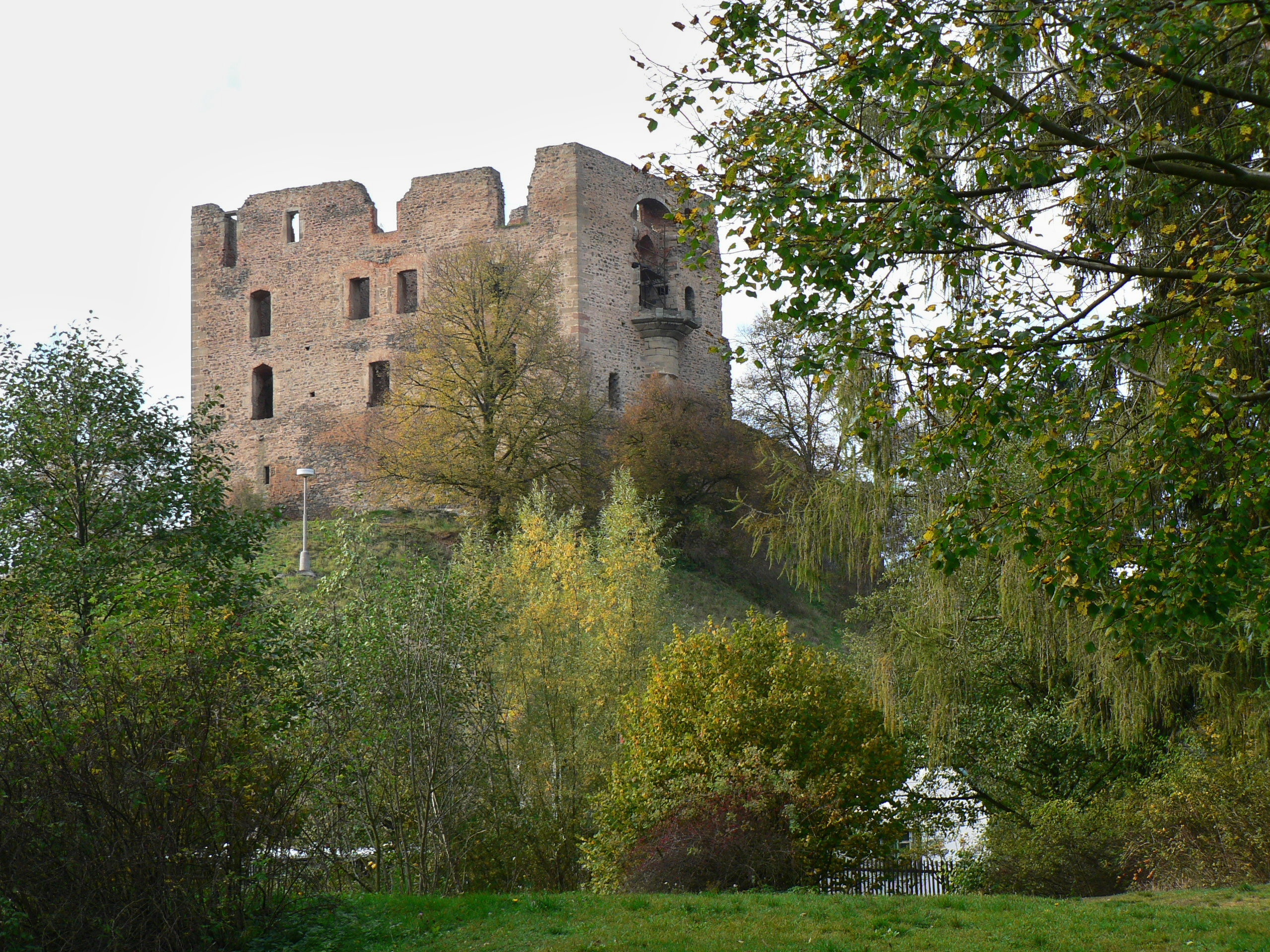
Jihovýchodní nároží

Jíra svůj hrad založil na místě staršího panského sídla, které mělo charakter tvrze nebo hradu, jehož existence byla doložena archeologickým výzkumem. Toto sídlo vzniklo nejméně o jedno desetiletí dříve a před zahájením stavby Jírova hradu bylo záměrně zbořeno. Důvodem byl pravděpodobně velkorysý stavební záměr, který se výrazně lišil od dispozice a velikosti staršího sídla.
Starším sídlem mohla tvrz spojovaná v písemných pramenech se vsí Krakovem. Ta bývá uváděna jako křivoklátské manství, byť se v křivoklátské manské knize z roku 1454 neobjevuje. Naopak je zapsána jako „Krakov dvůr s vesnicemi“ v soupisu královských lén a manství v kopiáři z roku 1453, který obsahuje také zápisy „Krakovec tvrz se vším příslušenstvím, léno jest od koruny" a „hrad Krakovec lénem zapsán“. Stavebníkem tvrze mohl být Jan, nemanželský syn rýnského falckraběte Rudolfa II. a nevlastní bratr královny Anny Falcké, kterému na koupi panství Karel IV. půjčil 500 kop grošů. Sídlo však mohlo existovat už dříve a autoři stavebněhistorického průzkumu z roku 1976 nebo Dobroslava Menclová soudili, že krakovská tvrz stávala přímo ve vesnici.
Jíra byl vlivným dvořanem Václava IV., roku 1380 zastával úřad křivoklátského purkrabího a od roku 1382 vedl královskou stavební huť. Panovník mu věnoval menší clo v Rakovníku, osvobodil jej i jeho potomky od královských, osobních i zvláštních berní a vyňal je z pravomocí zemských a krajských soudů. Odpovídat se měli pouze křivoklátským purkrabím. Ačkoliv pocházel z řad nižší šlechty, měl prostředky, které mu umožnily vybudovat sídlo srovnatelné dispozicí i komfortem bydlení se soudobými královskými hrady.
Jíra na hradě žil s manželkou Žofií a v roce 1386 obdržel právo získávat dřevo nezbytné pro provoz hradu v křivoklátských, bukovských a týřovských lesích, kde směl také volně lovit. Do roku 1406 vedl spor s farářem ve Hvozdu o desátky ze dvou popluží ve Zhoři. Na Krakovci měl lovčího jménem Polák Zeměnín, kterému dal plat v Novosedlech. Sám se zadlužil, a proto musel se svým synem Petrem z Drahobuze krakovecké panství 14. února 1410 prodat Jindřichu Leflovi z Lažan za 2 500 kop grošů. Patřily k němu vsi Krakov, Všesulov, Šípy, Rousínov, Skupá, Zhoř, Slabce, Modřejovice, Svinařov, Kůzová, Novosedly a Chlístov.

### Leflové zLažan
Krátce po získání hradu získal Jindřich Lefl z Lažan právo udělovat odpustky všem lidem, kteří se o vybraných svátcích budou modlit v hradní kapli. Král Václav IV. dne 29. dubna 1410 povolil Jindřichu Leflovi zapsat věno ve výši tisíce kop grošů na hradě Krakovci Leflově manželce Kateřině. Od července roku 1414 na hradě pobýval Jan Hus, předtím než 11. října 1414 odcestoval na koncil do Kostnice. Není však jisté, zda na něj odjel přímo z Krakovce nebo se před odjezdem vrátil zpět do Prahy. Jan Hus na hradě napsal spisy Obrana neboli Knížky proti knězi kuchmistrovi, Listy veřejné a tři obhajovací řeči, Řeč o míru, O postačitelnosti Kristova zákona a Výklad a pojednání o víře.

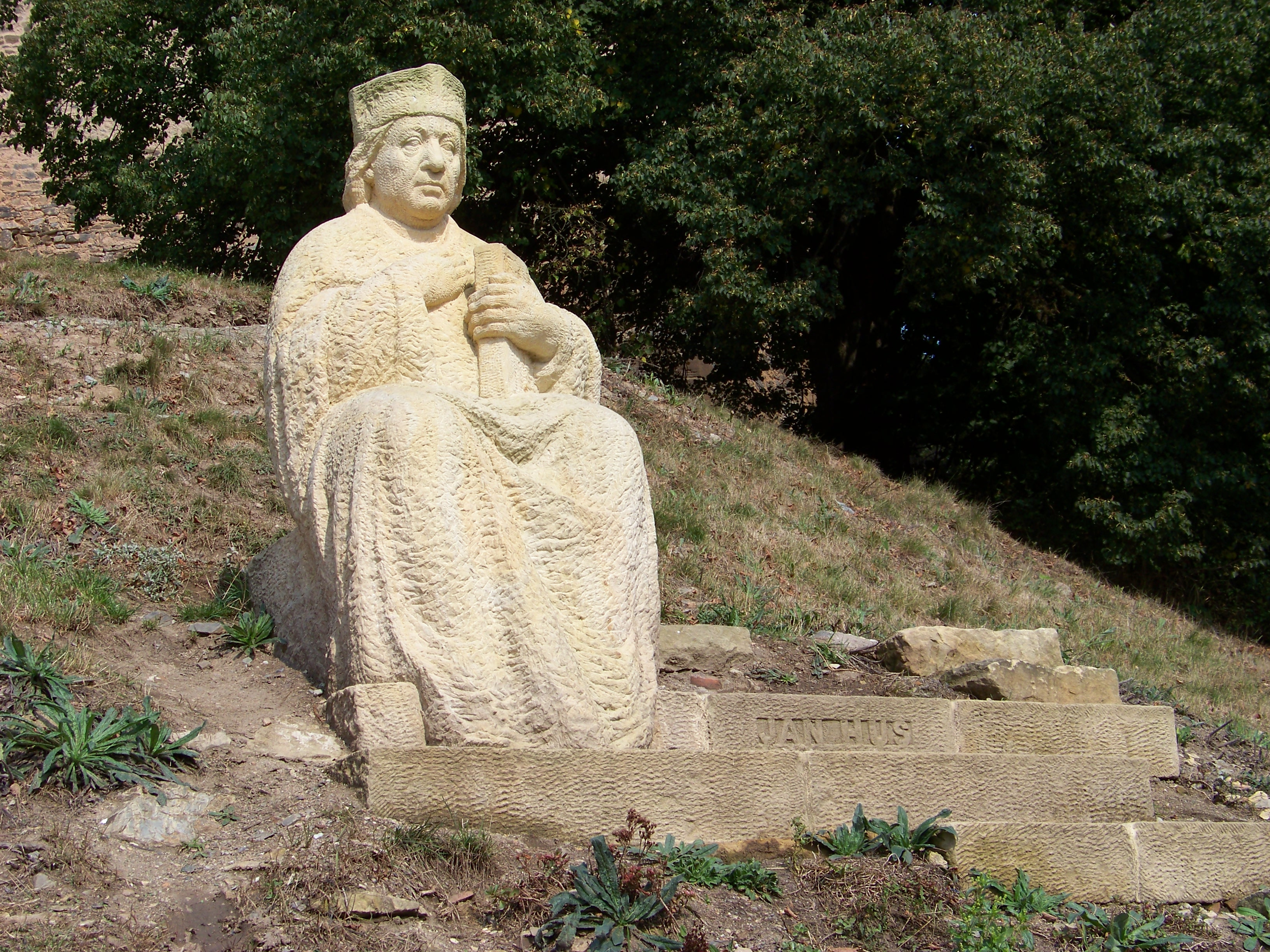
Socha Jana Husa pod zříceninou

Jindřich Lefl byl mezi šlechtici, kteří vyjednávali o zajištění Husova bezpečného průvodu s králem Zikmundem. Po smrti krále Václava IV. Jindřich Lefl sloužil králi Zikmundovi, který jej jmenoval vratislavským hejtmanem. Na začátku husitských válek se na královské straně zúčastnil bitvy pod Vyšehradem, kde byl smrtelně zraněn. Vzhledem ke svým diplomatickým misím pobýval na Krakovci v posledních letech života jen příležitostně a panství za něj spravovali purkrabí, kterými byli Jan z Radkova (roku 1416) a po něm Sulek z Hřebečník.
Po Jindřichově smrti hrad převzal jeho starší syn Hynek Lefl z Lažan, který jej roku 1424 nebo 1425 zastavil Ondřeji Špalkovi ze Slatiny, purkrabímu na Libštejně. Ten brzy poté Krakovec zastavil bratrům Hrdoňovi, Gutovi a Jankovi z Dubňan, a Hrdoň proto roku 1427 používal v přídomku formulaci seděním na Krakovci. Bratři měli Ondřejovi vyplácet šedesát kop grošů ročně, ale poplatek neplatili, a dokonce donutili Ondřeje z hradu utéct. Když Ondřej vyžadoval, aby mu hrad vrátili, musel jim zaplatit 150 kop grošů a převzít hrad bez zásob potravin. V roce 1429 byl Ondřej krakoveckým pánem, ale je možné, že o hrad znovu přišel. Dalším pánem hradu se stal nejspíše Bořivoj z Lochovic, od nějž jej koupilo město Louny.
V roce 1436 panství získal zpět Ondřej Špalek a vzápětí je prodal Zdislavu Vlkovi z Miletic. Nemohl mu ale odevzdat všechny statky, protože některé stále ovládali bratři Dubňanští. Zdislav proto zažaloval Ondřeje a ten bratry Dubňanské u zemského soudu. Soud 11. června 1437 druhý prodej zrušil a právní vztahy vrátil do stavu před rokem 1427. Dubňanští měli Ondřeji Špalkovi vyplatit všechny zadržované úroky včetně jím zaplacených 150 kop grošů, nebo vrátit celé panství. Pokud by chtěli na Krakovci zůstat a zapsat si jej do zemských desek, měli mu vyplácet šedesát kop grošů. Situaci pak vyřešil skutečný dědic Jan Bechyňka z Lažan a z Bechyně, mladší syn Jindřicha Lefla. Hradu se znovu ujal a 3. července 1437 ho prodal Janu Blehovi z Těšnice za 2 400 nebo 2 500 kop grošů. K hradu tehdy patřil dvůr a vsi Krakov, Všesulov, Šípy, Rousínov, Skupá, Zhoř, Slabce, Modřejovice, Svinařov, Kůzová, Novosedly a Chlístov.

### Kolovratové
Po Janu Blehovi z Těšnice panství zdědil jeho stejnojmenný syn a 14. října 1443 je prodal Janu Vlkovi z Miletic za 1 100 kop grošů. Od něj Krakovec 14. října téhož roku koupil Albrecht z Kolovrat seděním na Bezděkově a bratr jeho matky Jaroslav Plichta ze Žerotína. Dne 11. května 1445 Jaroslav svůj podíl prodal Albrechtovi, který se tak stal jediným majitelem hradu a zakladatelem kolovratské rodové větve Krakovských z Kolovrat. Neměl však listiny potvrzující svobody předchozích majitelů hradu, ale 27. července 1450 je získal od staroměstské měšťanky Doroty z Volče. Král Ladislav Pohrobek mu 10. listopadu 1454 vlastnictví Krakovce potvrdil.

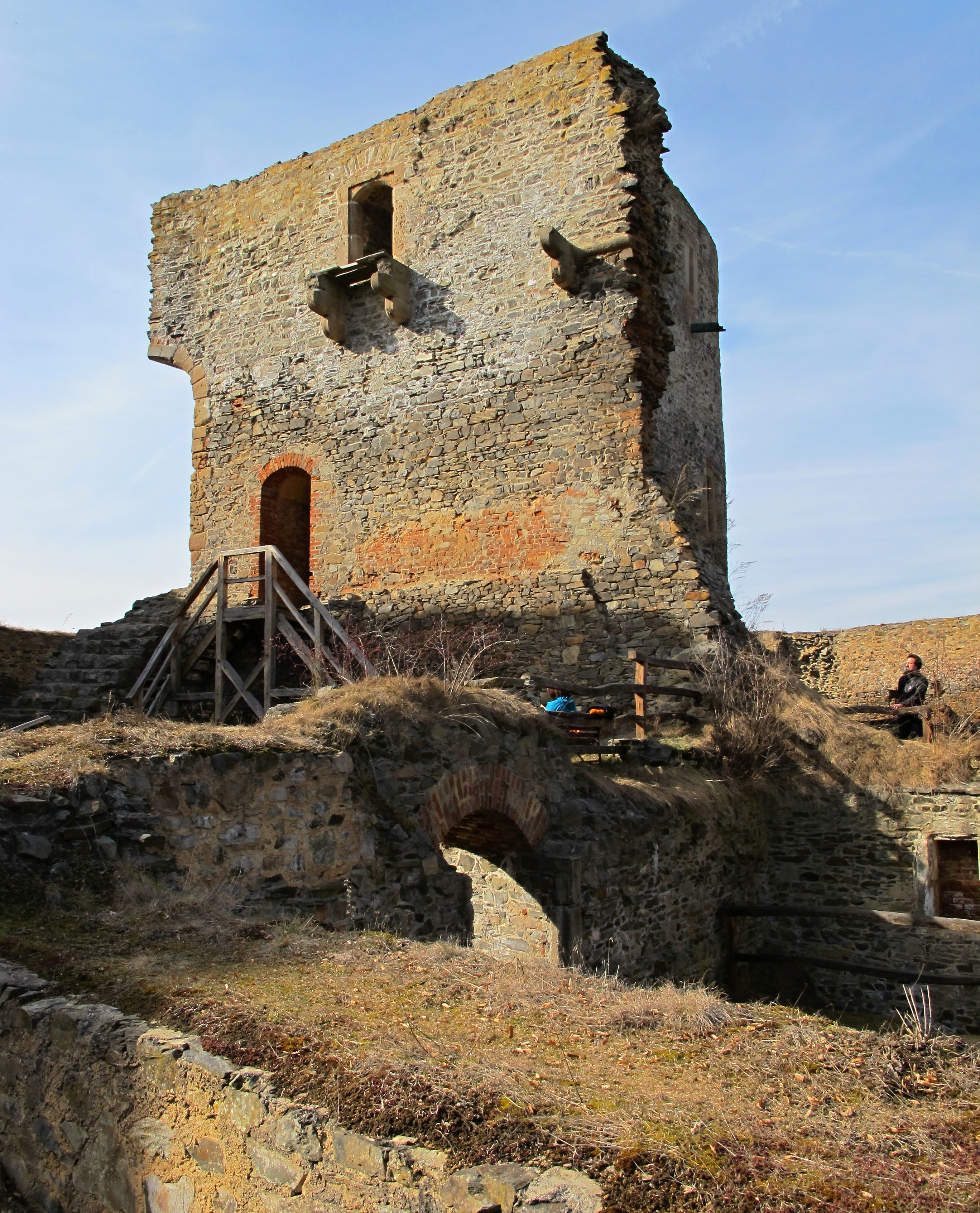
Nádvorní strana věže

Podle Albrechtovy poslední vůle z roku 1457 měly jeho dcery Eliška, Anežka, Anna a Barbora Krakovské z Kolovrat zdědit 2 500 kop grošů zapsaných na hradu Krakovci a vesnicích hradního panství. V případě úmrtí dcer měli majetek zdědit bratři Jan a Albert Bezdružičtí z Kolovrat. Dcery by po otcově smrti mohly užívat příjmy z vesnic, ale nesměly je prodat ani zastavit bez svolení obou bratrů. V případě sňatku měla každá dcera od bratrů dostat věno ve výši 150 kop grošů nebo plat ve výši patnácti kop grošů ročně. Když se Albrechtovi a jeho druhé manželce Barboře z Valdštejna narodil syn Jindřich Albrecht Krakovský z Kolovrat, Albretch roku 1461 závěť zrušil. Když byla roku 1463 provolána odúmrť po Janu Blehovi z Těšnice, dostal ji od krále Jiřího z Poděbrad Kryštof Šof a jeho synové. Albrecht se proti rozhodnutí odvolal a dotčené vesnice připadly jemu.
Po Albrechtově smrti okolo roku 1470 byl jeho syn Jindřich Albrecht nezletilý, a panství proto spravoval poručník Jindřich (též Čeněk) Berka z Dubé. Zanedbával údržbu hradu do takové míry, že většina střech protékal, a některé části krovu shnily. Po dosažení dospělosti musel Jindřich Albrecht škody opravit. Roku 1479 zapsal podíl na krakoveckém panství ve výši 500 kop grošů jako záruku za půjčku své matce Barboře. V roce 1487 učinil další zápis na 1 250 kop grošů, které rozdělil na poloviny mezi manželku Kateřinu z Vartenberka a jejich děti. O deset let později pak u krále Vladislava Jagellonského dosáhl propuštění Krakovce z manství do dědičného vlastnictví.
Jindřich Albert zemřel v roce 1530 a 10. srpna téhož roku se jeho synové Albrecht, Hynek a Jan rozdělili o majetek, čímž došlo k rozdělení krakoveckého panství na tři díly. První z nich připadl Janovi, který dostal vsi Očihov, Svojetín, Veclov, Zhoř, Skupou, Svinařov a dvory v Sosni a Zhoři. Hynkův díl tvořily Kolešovice, Modřejovice, Čistá, Podmokly, Studenou, dvůr Dubňany, tvrz Podmokly s příslušenstvím a Nový mlýn. Oba bratři snad uvedené díly spravovali společně. Albrecht si ponechal Libyni, Krakov, Všesulov, Slabce, Rousínov, dva pusté lány v Holovousech, Bělbožice a dvůr Dolany. Také na samotném hradě každý dostal vyhrazené obytné prostory, ale o hospodářské provozy se bratři dělili.
Sdílení hradu vedlo k častým sporům, v jejichž důsledku Albrecht 23. května 1536 svůj díl hradu prodal Janovi a sám se odstěhoval do Všesulova. Po Hynkově smrti zdědili jeho podíl nezletilí synové Jiří a Vít. Jejich poručníkem byl strýc Jan, který se oženil s Anastázií ze Žeberka. Podle zápisu v zemských deskách se v případě Janovy smrti měla Anastázie stát poručnicí celého panství, ale jen v případě, že se znovu nevdá. Sám Jan panství spravoval špatně. Hodně se zadlužil, a musel odprodat některé vesnice, ale situaci tím nevyřešil. Dne 9. června 1548 pak Jan, Jiří a Vít společně Krakovec s poplužním dvorem, vesnicemi Skupou, Svinařovem, Modřejovicemi, Podmokly, Studenou a podacím právem k rousínovskému kostelu za 3 850 kop českých grošů prodali Janovi III. Popelovi z Lobkovic.

### Lobkovicové

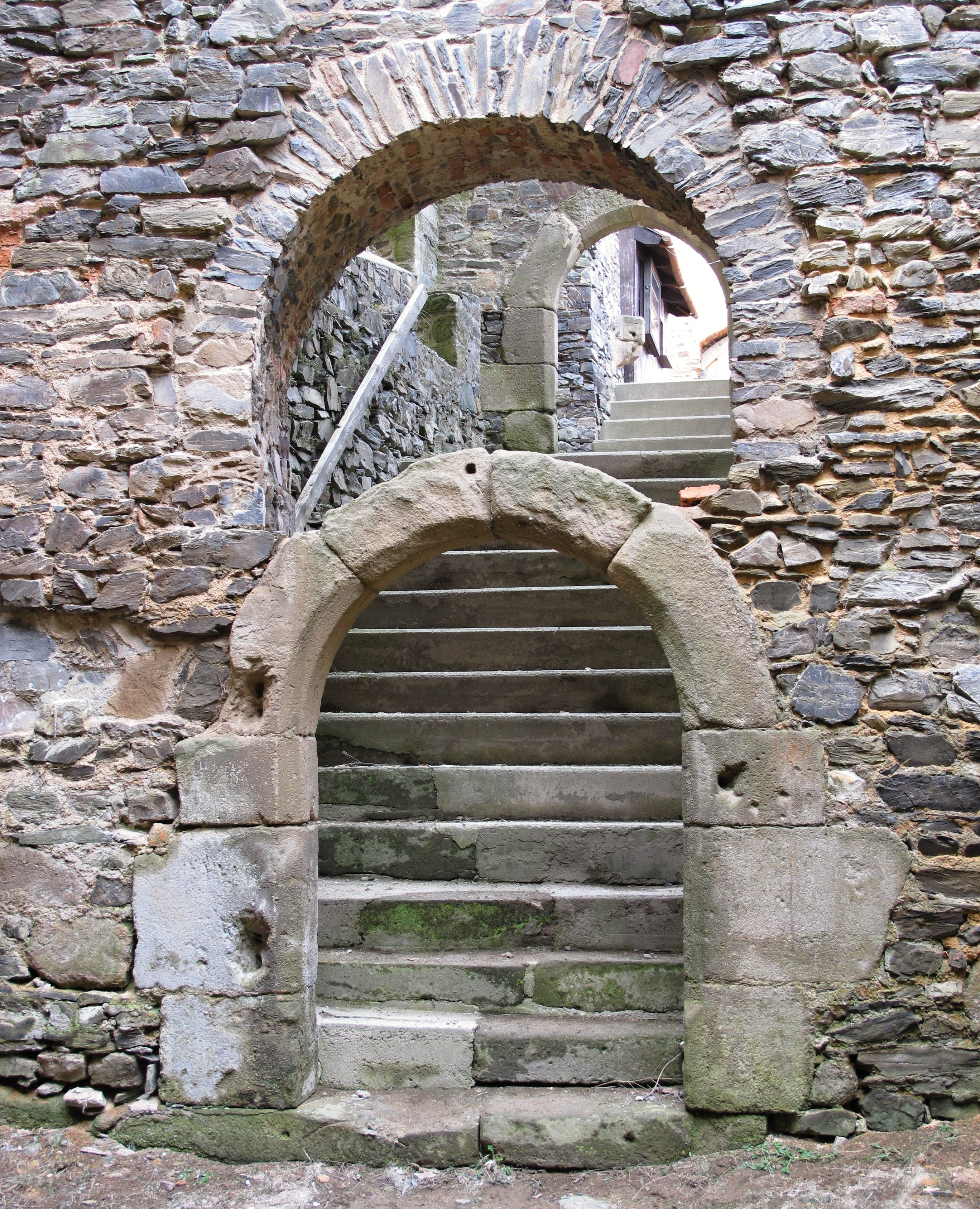
Portály schodiště z prvního nádvoří do suterénu západního paláce

Jan III. Popel z Lobkovic Krakovec zastavil za 3 850 kop grošů Anně z Roupova. Anna byla manželkou jeho syna Jana V. Popela z Lobkovic a zápisem v zemských deskách na něj zástavu převedla. Lobkovicové hrad v letech 1548–1565 opravili a upravili v renesančním slohu. Když Jan V. Popel z Lobkovic koupil Nový hrad, potřeboval peníze na jeho zaplacení, a proto Krakovec se Zhoří, mlýnem Kočka, Skupou, Rousínovem, Svinařovem, Modřejovicemi a dvěma hlasy u rousínovského podacího práva prodal za dva tisíce kop českých grošů Janovi Újezdskému z Červeného Újezdce. Ten potom na hradě sídlil pět let a 24. května 1570 jej prodal Kryštofu Jindřichovi Krakovskému z Kolovrat za 1 050 kop českých grošů.
Krakovští z Kolovrat pak výrazně zmenšené krakovecké panství vlastnili do roku 1588, kdy se 11. února stal jeho majitelem Radslav Vchynský ze Vchynic. Zaplatil za ně 1 250 kop českých grošů, ale ponechal si je pouze do následující roku a 24. října 1589 panství prodal Jaroslavovi Vchynskému ze Vchynic za 16 500 kop míšeňských grošů. Ke Krakovci podle zápisu v zemských deskách patřil poplužní dvůr Zhoř s ovčínem a vsí, Rousínov, Narostrazy a Skupá s mlýny a krčmami.

### Sedmnácté století

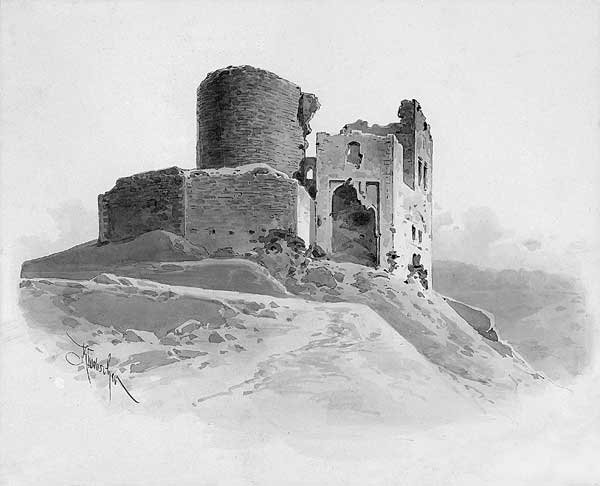
Zřícenina hradu od severu z přelomu 19. a 20. století na malbě Karla Liebschera

Po Jaroslavově smrti v roce 1614 majetek zdědil syn Jiří ze Vchynic a Tetova. Dalším dědictvím po první manželce Marii Anně Krakovské z Kolovrat získal také Blšany, které však převedl na druhou manželku Annu Kaplířovou ze Sulevic.
Události stavovského povstání v roce 1618 krakovecké panství těžce postihly. Na panství se pohybovala stavovská i císařská vojska, která nejspíše po bitvě u Rakovníka Krakovec pobořila, až se hrad proměnil ve zříceninu. Jiří ze Vchynic stál na stavovské straně, ale díky omilostnění si směl ponechat polovinu statků a díky přestupu ke katolictví si mohl od královské komory odkoupit své dřívější zadlužené statky. Patřil k nim i Krakovec, který byl v zápisu z 25. dubna 1625 popsán jako „zámek Krakovec pustý vytlučený a na samém oboření“.
Některá z dcer Jiřího ze Vchynic se provdala za člena rodiny Štrosoldů. Krakovec měl připadnout Karlovi Jiřímu Štrosoldovi ze Štrosoldu, jehož poručníkem byl Jiřího nejmladší bratr Radslav Jaroslav ze Vchynic a z Tetova, který ale nedokázal zadlužené a zpustošené panství udržet, a královská komise jej proto 7. června 1644 prodala Aleně Marii Vchynské na Petrovicích a Příčině, rozené z Hozlau, za 7 900 kop míšeňských grošů. Aleně se zchátralý Krakovec nelíbil a raději žila v Petrovicích. Okolo roku 1646 pak Petrovice s Krakovcem prodala příbuznému Františku Karlu Matyášovi ze Šternberka. Vdova Lidmila Benigna, rozená Kavková z Říčan, jako poručnice nezletilých synů 18. října 1651 prodala petrovické panství hraběti Karlu Heřmanovi Kocovi z Dobrše za 38 500 zlatých. Předmětem smlouvy byly Petrovice s pustou tvrzí a pivovarem, pusté vsi Příčina a Hostokryje, Šanov s kostelem a pustou farou, ves Krakov s pustým dvorem, pustý zámek Krakovec s pivovarem a Novým dvorem, Rousínov, Zavidov a majetek v Senomatech.
Karel Heřman Koc z Dobrše zemřel roku 1655 a Krakovec s Petrovicemi po něm zdědila vdova Marie Polyxena Libštejnská z Kolovrat. S tím však nesouhlasili Karlovi bratři Maxmilián Jiří a Diviš Albrecht Kocové z Dobrše, protože dědictví se ujal Jaroslav Jáchym Koc z Dobrše. Po něm roku 1656 následovala vdova Kateřina Eleonora, rozená z Klenového. Zemský soud roku 1658 rozhodl, že Maxmilián Jiří a Diviš Albrecht mají nárok na dvě třetiny panství, které převzal Diviš Albrecht, protože mezitím zdědil statky Maxmiliána Jiřího. Společně s Kateřinou Eleonorou Krakovec i Petrovice roku 1660 prodali manželům Otovi Jiřímu z Helversenu a Marii Magdaléně z Dobrše.

### Novodobé dějiny

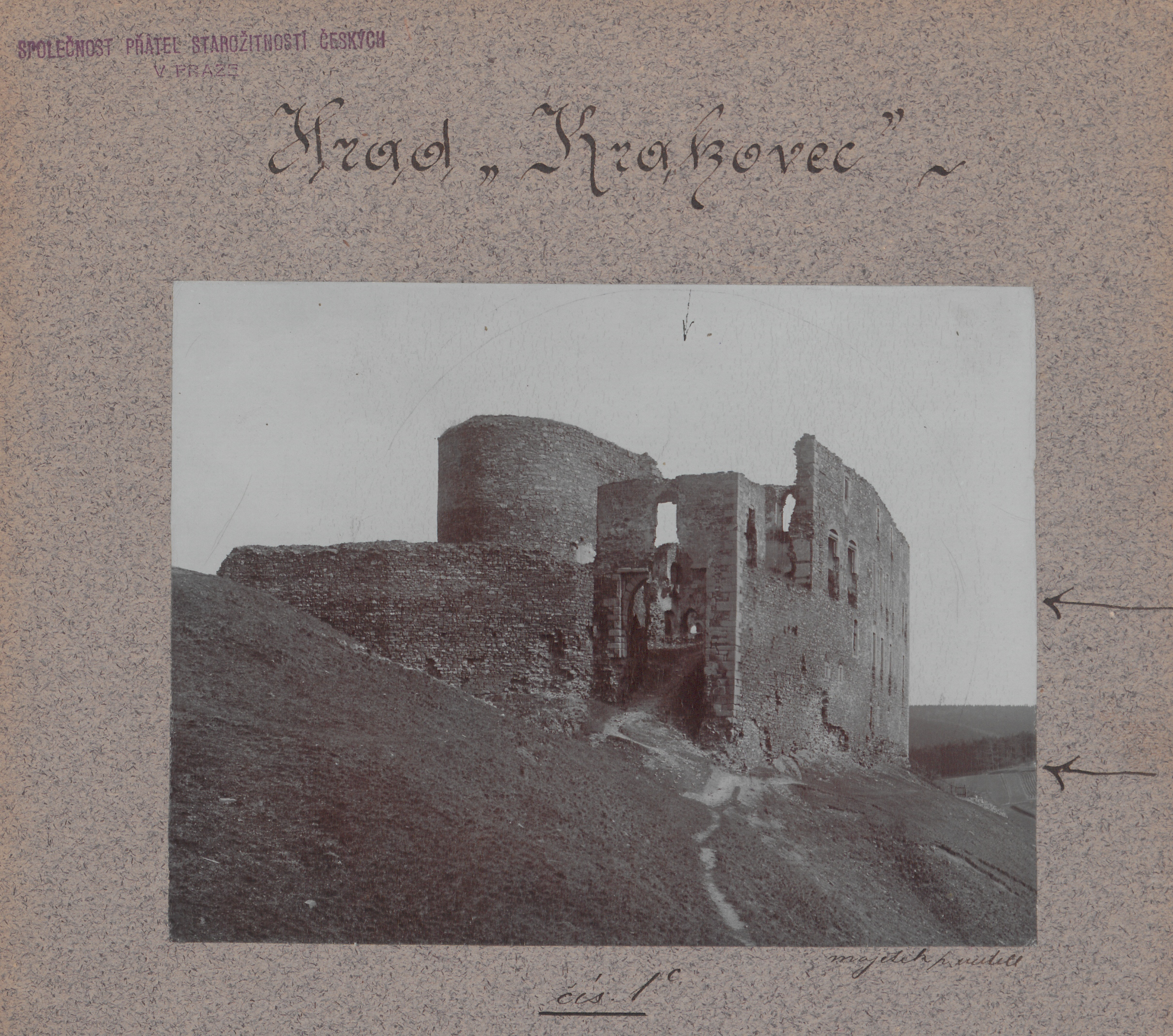
Hrad Krakovec v květnu 1911 na fotografii Eduarda Sochora (SOA Praha, fond: Klub československých turistů odbor Rakovník., inv.č. 78)

Ota Jiří Helversen nechal Krakovec opravit. Zámek tehdy získal novou střešní krytinu, podle jejíž barvy začal být zván Červený zámek nebo Červený hrádek. Další opravy v interiérech probíhaly až do roku 1720. Mezitím zadlužení Helversenové o Krakovec přišli. Vdova Markéta Františka, rozená Clary-Aldringenová, se podruhé provdala za Diviše Albrechta Vratislava z Mitrovic. V zastoupení ze nezletilého syna Krakovec prodala za 42 tisíc zlatých Karlu Josefovi Hildprandtovi z Ottenhausenu, který se statku ujal 26. března 1716. Jeho syn Jan koupil Slabce a přestěhoval se na tamější zámek.
Krakovec zůstal obyvatelný do července roku 1783, kdy jej zasáhl blesk a způsobil rozsáhlý požár. Majitelé zříceninu nejnutnějšími zásahy udržovali, ale na začátku devatenáctého století se zřítil most a budovy byly ve špatném stavu. Roku 1845 navíc začaly sloužit jako zdroj stavebního kamene. O deset let později se zřítil arkýř hradní kaple a roku 1883 bylo odstřeleno východní křídlo.
V roce 1847 Slabce koupil Hugo Nostic a roku 1866 Alex Croy Düllmen. Jeho nástupce Max Croy Düllmen zříceninu v roce 1915 daroval rakovnické odbočce klubu českých turistů.
Hrad vlastní Česká republika, v návštěvních hodinách je přístupný veřejnosti a jeho správcem je Národní památkový ústav.

## Stavební podoba

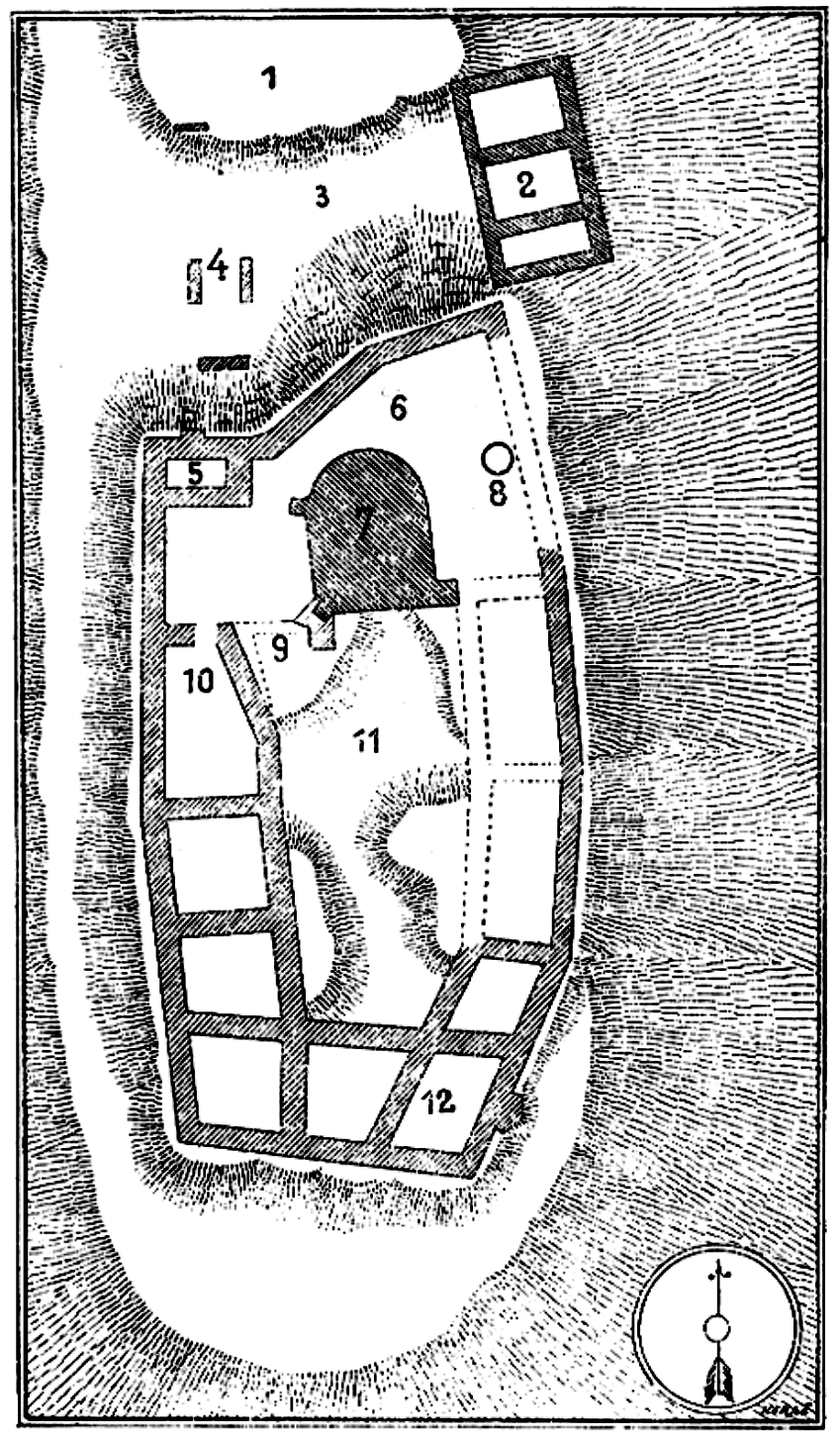
Půdorys hradu od Vojtěcha Krále z Dobré Vody publikovaný roku 1891

Ostrožna, na které hrad stojí měla původně strmé svahy, které převyšují údolní dno asi o 45 metrů. Na povrch zde vystupují výchozy proterozoických hornin, konkrétně drob a jílových až fylitických břidlic. Obě horniny byly použity při stavbě hradu.
Stavební podoba Krakovce dovršila předchozí vývoj hradní architektury. Důraz byl kladen zejména na obytný komfort, který se projevil ve vnitřním uspořádání místností, v němž byly potlačeny univerzální velké sály a nahrazeny menšími pokoji určenými individuálním požadavkům členů rodiny. S výjimkou několika královských hradů z doby Přemysla Otakara II. bylo nezvyklé i velké množství křížově zaklenutých prostor.
Obranná funkce hradu byla potlačena na nezbytné minimum a v prostoru nádvoří vymizela úplně. Věž ztratila svou dominantní podobu. Tíha obrany spočívala na šíjovém příkopu, nízké parkánové hradbě,  hradbě prvního nádvoří a první věžové bráně. Vstup na centrální nádvoří sice uzavírala druhá brána, ale suterén západního křídla byl přístupný po širokém schodišti už z prvního nádvoří, a vnější stěny byly prolomeny velkými okny nejen ve vyšších patrech, ale i v přízemí. Celkově tak Krakovec dosáhl kvalitativní hranice mezi hradem a zámkem.

### Vstup
Prostor hospodářského předhradí odděluje od dvoudílného hradního jádra ve skále vylámaný šíjový příkop. Do hradu se vjíždělo po mostě, na který navazovaly dva padací mosty – jeden pro jezdce a menší pro pěší – ve věžové bráně. V prvním patře věže bývala světnice vrátného, do níž se podle Dobroslavy Menclové údajně vstupovalo po zaniklém točitém schodišti. Z průjezdu brány se dochovaly jen boční zdi se zbytky sedilií.

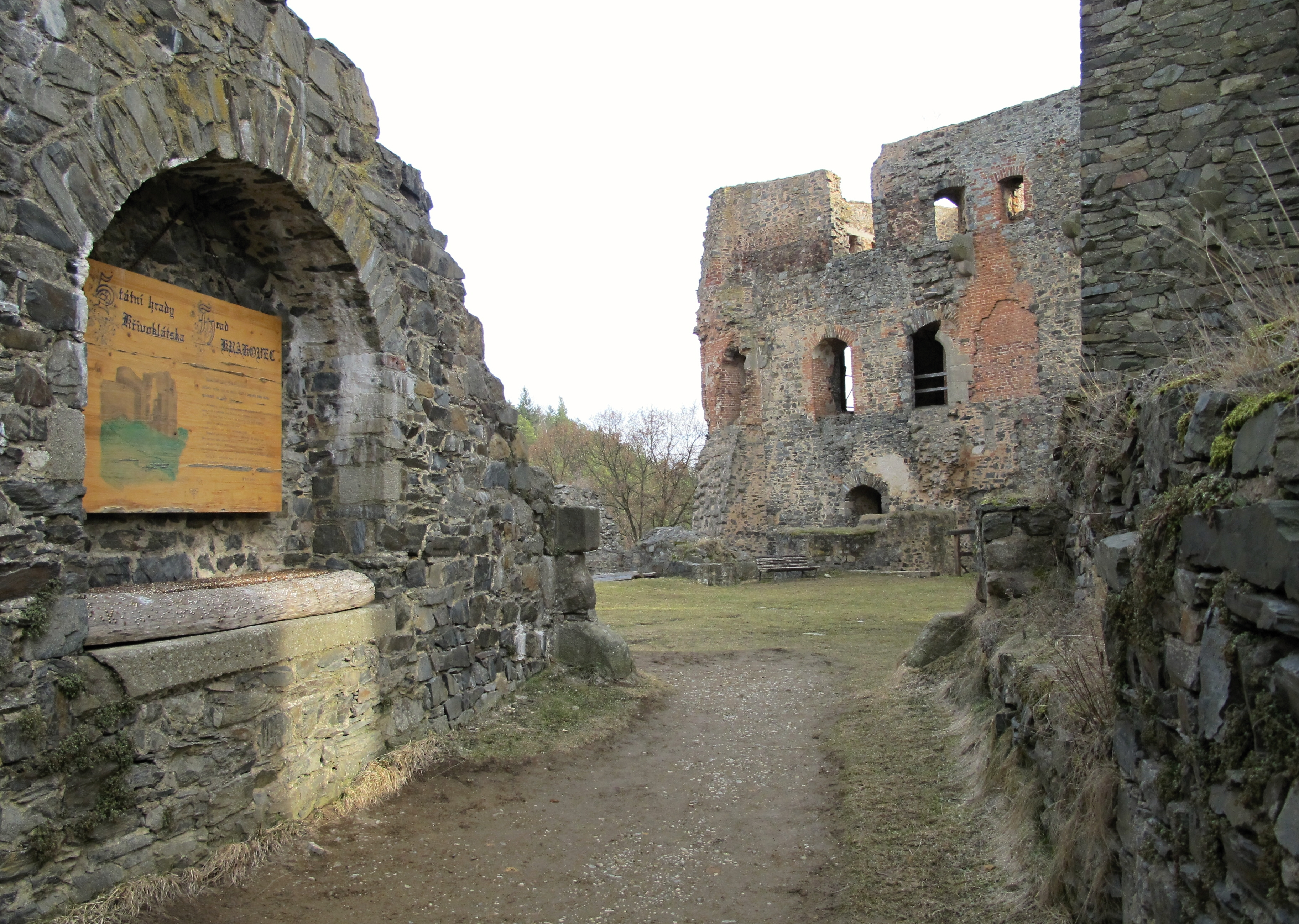
Prostor druhé brány

Za branou se nachází první nádvoří, kde byla pouze studna a branka do parkánu obíhajícího zbytek jádra. Do nádvoří zasahoval polookrouhlý bergfrit snížený na úroveň ostatní zástavby. Interiér věže v obou patrech osvětlovalo jediné úzké okénko, a její obranné možnosti nejspíše zajišťovalo jen pravděpodobné roubené či hrázděné patro. Věž stojí na skále, a její přízemí se proto nachází v úrovni prvního patra okolních budov. Do druhého patra věže vedl padací můstek.

### Most
Novodobý dřevěný most byl postaven v letech 2000–2005. Jeho autory jsou tesař Petr Růžička a statik Vít Mlázovský. Most zachovává princip historické stavby a vlastní realizace probíhala za pomoci historických tesařských seker bez použití moderní techniky. Materiál se připravoval na Křivoklátě a i vztyčení a upevnění mostu bylo provedeno pomocí speciálně vyrobeného jeřábu, který byl stejně jako most vytesán a sestaven ručně za pomoci středověkých nástrojů a postupů. Jednalo se o experiment, který umožnil ověření kvality a rozsah historických technologií.

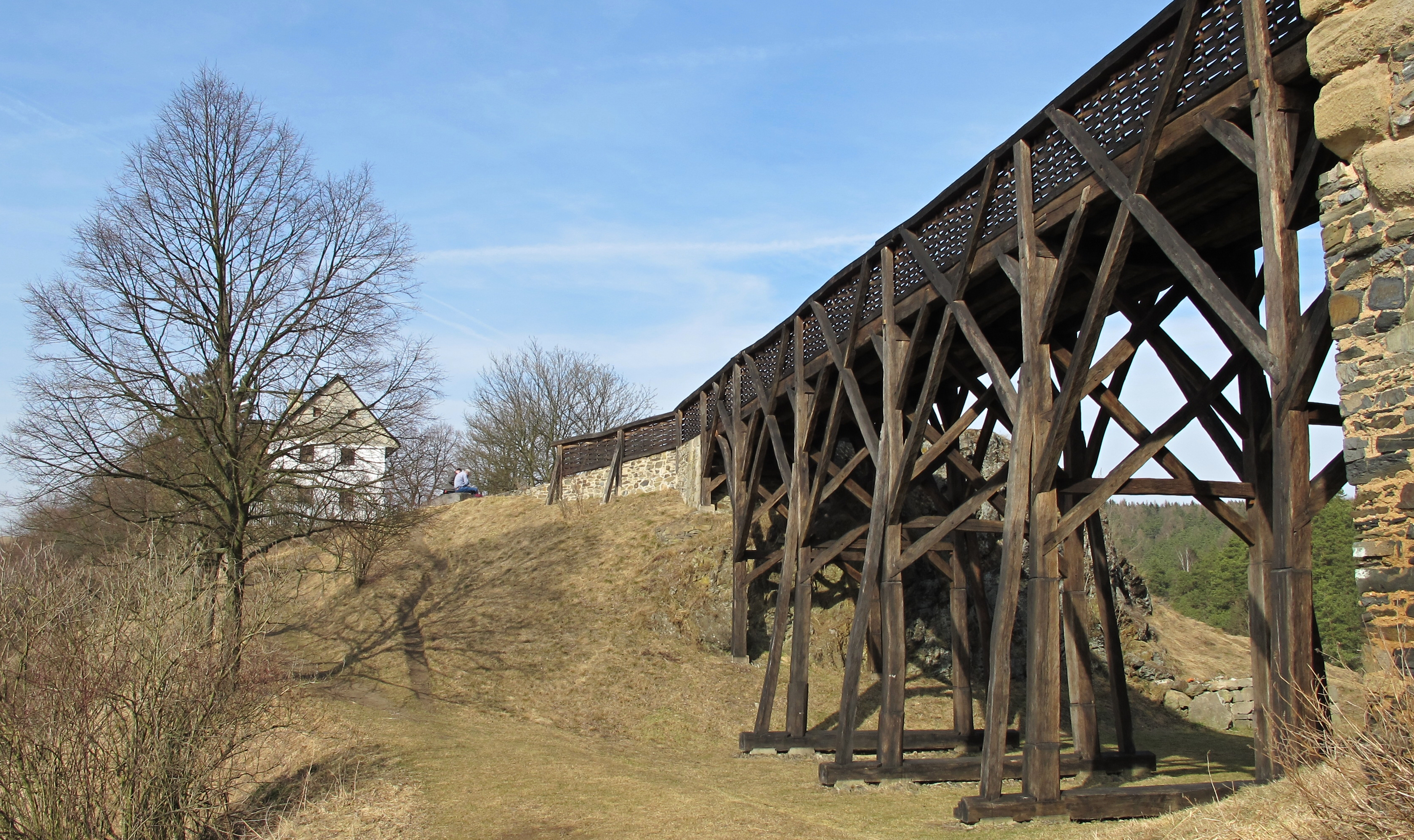
Most přes příkop

Při stavbě bylo otesáno tisíc trámů, vyrobeno 150 dubových fošen mostovky, ručně řezaných dvojmužnou pilou. Pomocí sekery a dláta bylo vytvořeno 400 spojů a naštípáno 1 500 kusů loubků výpletů. Most je navržen jako lávka pro pěší s užitným zatížením 4,0 kN/m² nebo pro přejezd vozidla o hmotnosti šest tun. Celá konstrukce je koncipována tak, aby bylo možné jednotlivé díly dle potřeby vyměnit.
Při návrhu konstrukce mostu byl využit středověký konstrukční princip husté trojúhelníkové sítě prostorově provázaných prvků. Základním konstrukčním spojem je dnes již nepoužívaná rybina, rybínový plát. Tento spoj doplněný o zapuštění přenáší tlakové i tahové síly.

### Paláce
Vstup do druhého nádvoří umožňovala druhá brána vklíněná mezi věž a západní palácové křídlo. Druhé nádvoří bylo ze tří stran obestavěno palácovými křídly a vstupní stranu uzavírala věž. Nerovný terén ostrožny byl vyrovnán sklepy obytných křídel. Spojení jednotlivých křídel umožňovaly pavlače, které v úrovni prvního patra obíhaly celé nádvoří, zatímco ve druhém patře jen tři strany. Po pavlačích zůstaly ve zdivu patrné kamenné konzole. Šířka palácových křídel se pohybuje od devíti do deseti metrů a celková délka přesahovala 75 metrů. Patra paláců byla spojena točitými schodišti, z nichž jedno se zachovalo v západním křídle a druhé, spojující suterén s přízemím, v jižním křídle.

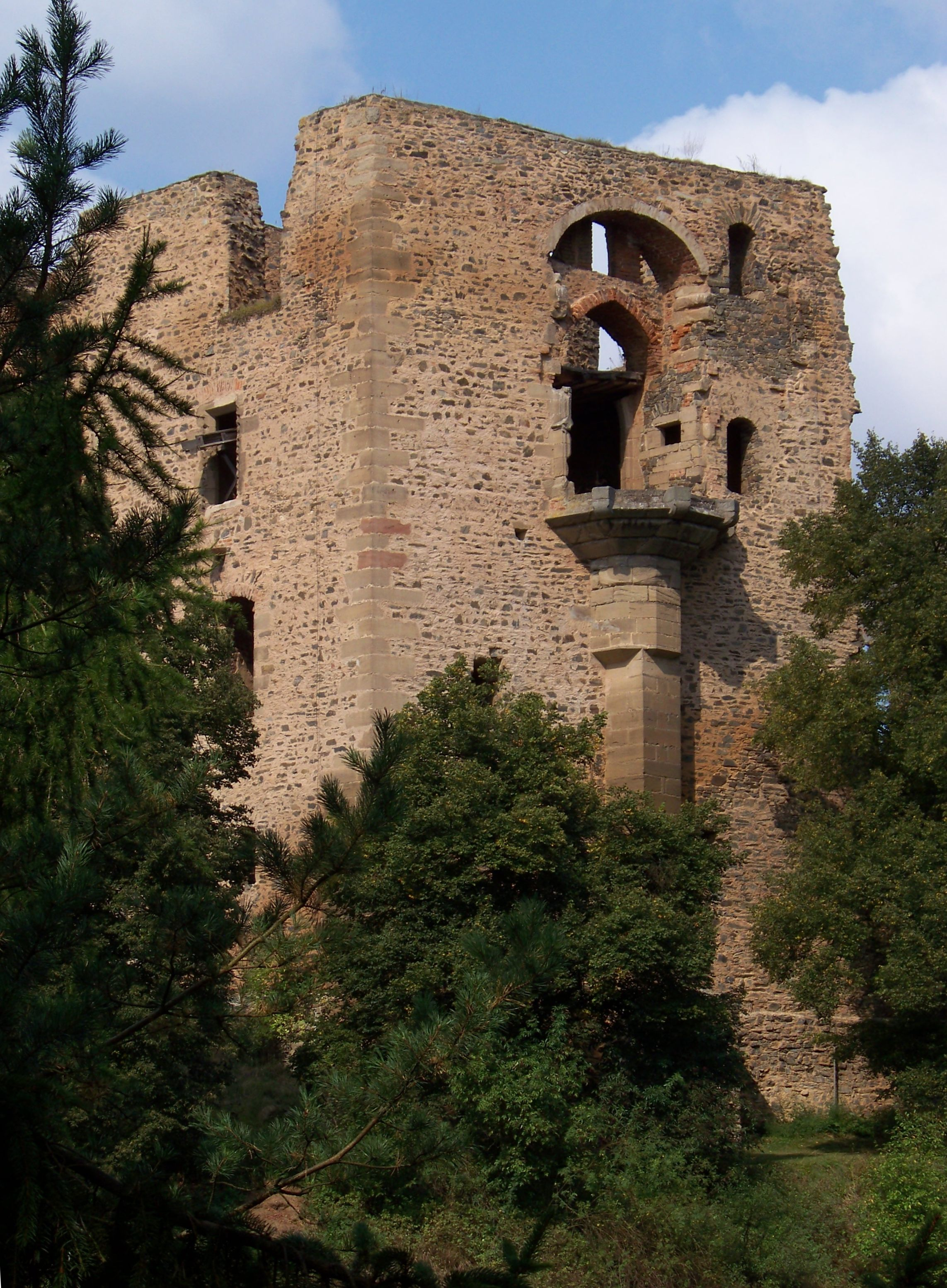
Torzo arkýře

Budovy nejspíše měly dřevěné či hrázděné obranné polopatro a vysoké sedlové střechy se štíty obrácenými ke vstupní straně. Na konci sedmnáctého století byly štíty nově postaveny v barokním slohu z cihel. Paláce obsahovaly 26–27 místností. Pokoje byly přibližně stejně velké a v některých případech zaklenuté žebrovými klenbami. Téměř celé první patro západního křídla zaujímal velký sál s plochým stropem a krbem. Osvětlovala jej čtyři velká čtverhranná okna.

### Kaple
Hradní kaple se nachází v jihovýchodním nároží a svou architektonickou podobou patřila k nejnáročnějším prostorům hradu. Dochovala se z ní loď s lichoběžným půdorysem a rozměry 8,5 × 6,25 metru. Osvětluje ji jediné obdélné okno s postranními sedátky. Dovnitř vedly vstupy ze soudních místností v jižním a východním křídle, šikmá chodbička z pavlače a chodba v síle zdi, která začínala v severovýchodním rohu kaple a vedla k hagioskopu ústícímu do kněžiště.
Osa lodi je orientovaná ve směru sever–jih, což spolu s lichoběžníkovým půdorysem a potřebou orientace kněžiště k východu vyústilo v neobvyklé řešení. Loď byla zaklenuta obvyklou dvojicí polí křížové klenby. Klenební konzoly nezvyklých tvarů (hruškový, jehlancovitý nebo kuželovitý profil) však nevycházejí z rohů místnosti, ale vybíhají z neočekávaných míst, jako jsou ostění dveří nebo vítězného oblouku. V rozích lodi u kratších stěn tak vznikly zbytkové prostory klenuté nečleněnými valenými klenbami. Kněžiště pak bylo umístěno šikmo mimo osu východní zdi do severního pole klenby.

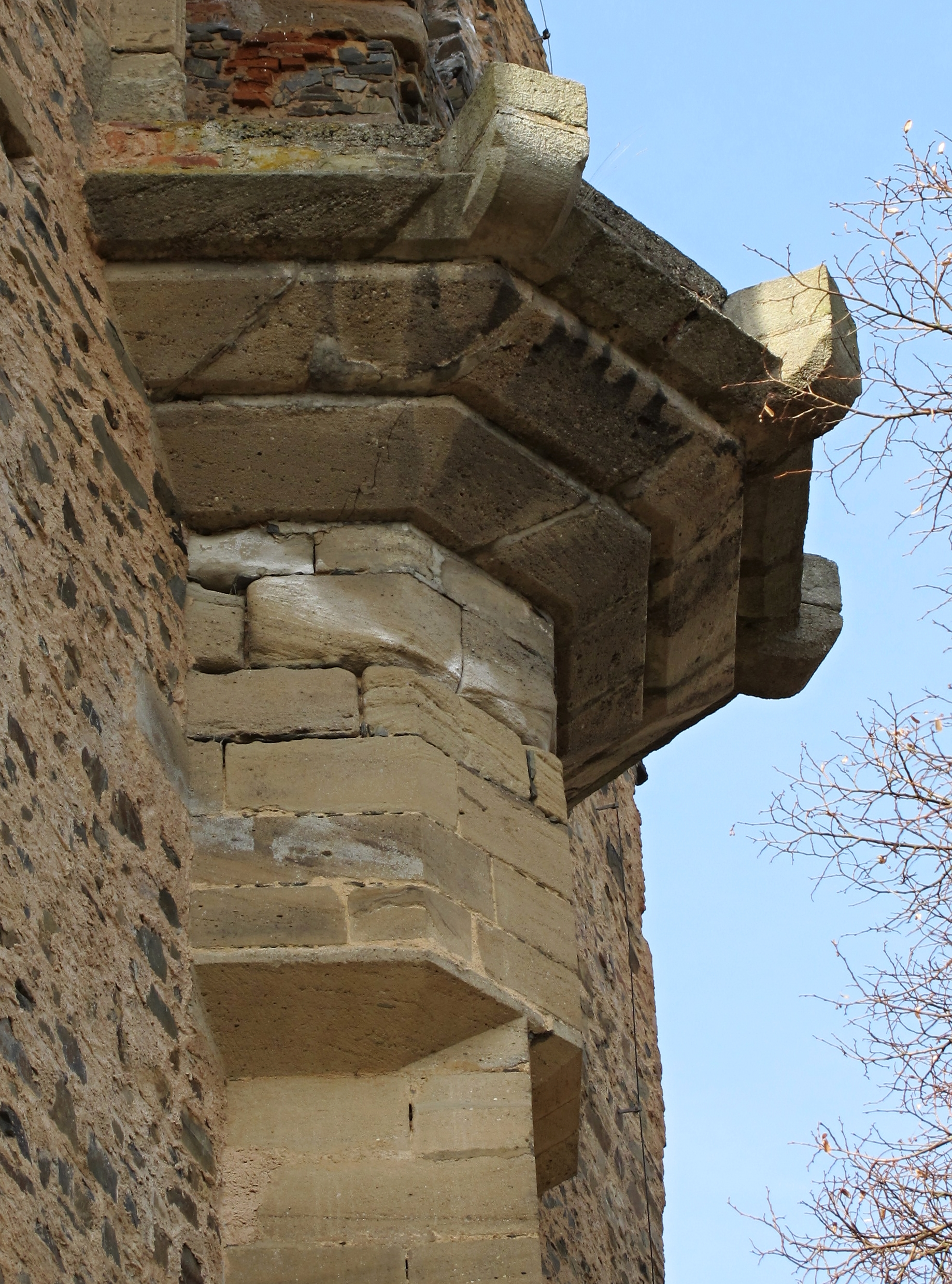
Detail přípory

Kněžiště se nacházelo v arkýři. Do lodi se otevíralo nejspíše půlkruhovým obloukem, za nímž následoval krátký úsek valené klenby. Samotný arkýř byl sklenut žebrovou klenbou. Měl pětiboký půdorys, ale s ohledem na šikmé umístění byly zvenčí patrné jen čtyři stěny. Ty se zřítily v roce 1855, a z arkýře tak zůstal jen sokl z kvalitně otesaných kvádrů. Ve spodní úrovni má pilíř obdélný půdorys, který výše přechází do osmihranu. Na piliří spočívá přípora s dochovaným náběhem jižní stěny.

## Hrad v kultuře
| Rok  | Počet návštěvníků |
| ---- | ----------------- |
| 2015 | 18 132            |
| 2016 | 22 178            |
| 2017 | 22 227            |

O Jírovi z Roztok, zakladateli hradu, psal Alois Jirásek v románu Mezi proudy. Hrad byl vyhledáván filmaři. V roce 1977 se na hradě natáčel pohádkový muzikál pro děti Ať žijí duchové! Dále se zde natáčely některé scény z pohádky Princ a Večernice.
Z kamenů pocházejících z hradu Krakovce byl zhotovený pomníček mistra Jana Husa umístěný před českobratrským kostelem v Kralovicích.